# Dolbina exacta
Dolbina exacta là một loài bướm đêm thuộc họ Sphingidae. Loài này có ở phía nam part of the Viễn Đông Nga, Nhật Bản và the Korean Peninsula, phía nam into Trung Quốc as far as Tứ Xuyên, Hồ Bắc và Chiết Giang.
Sải cánh khoảng 55–58 mm.

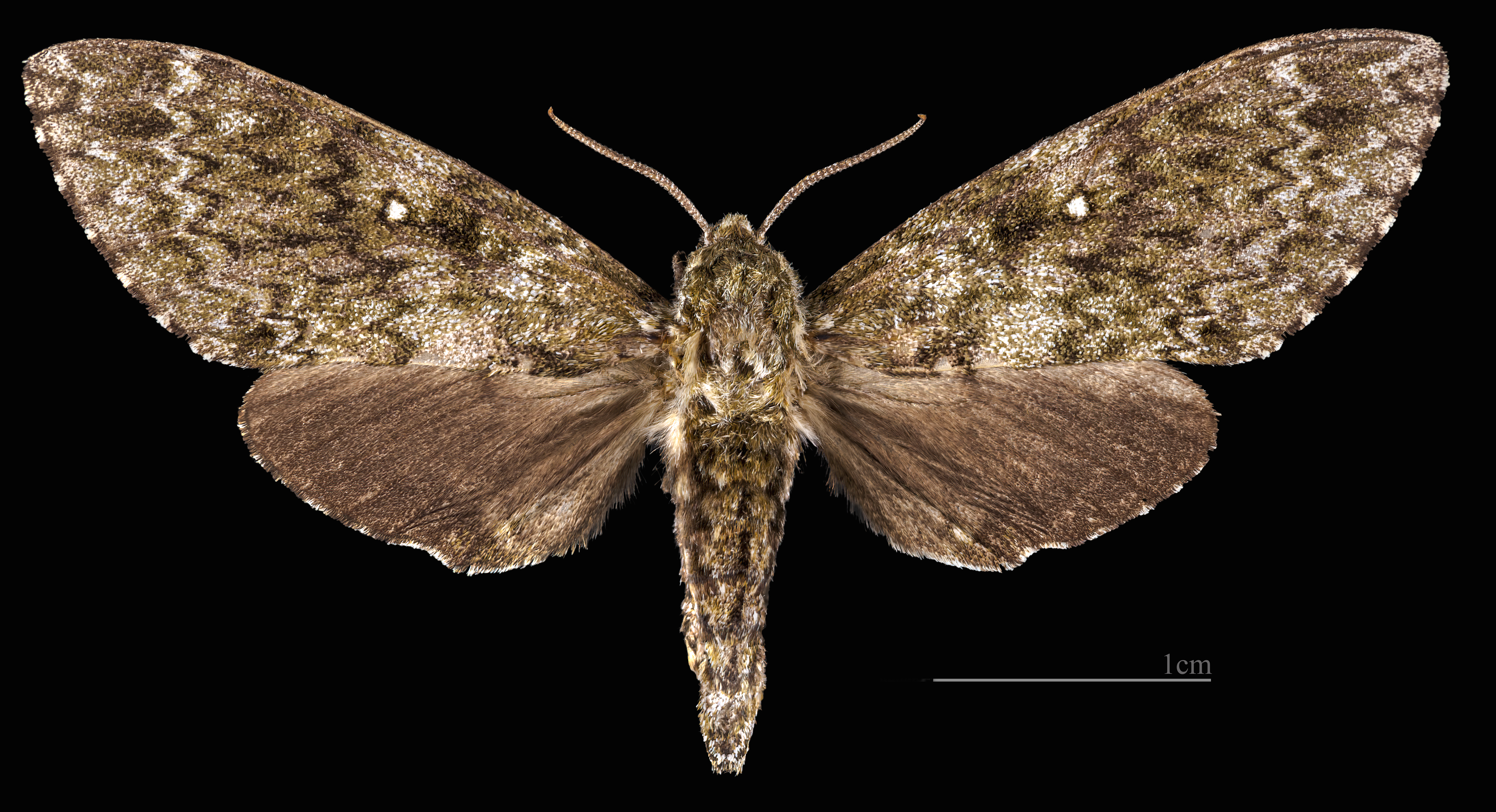
Dolbina exacta ♀
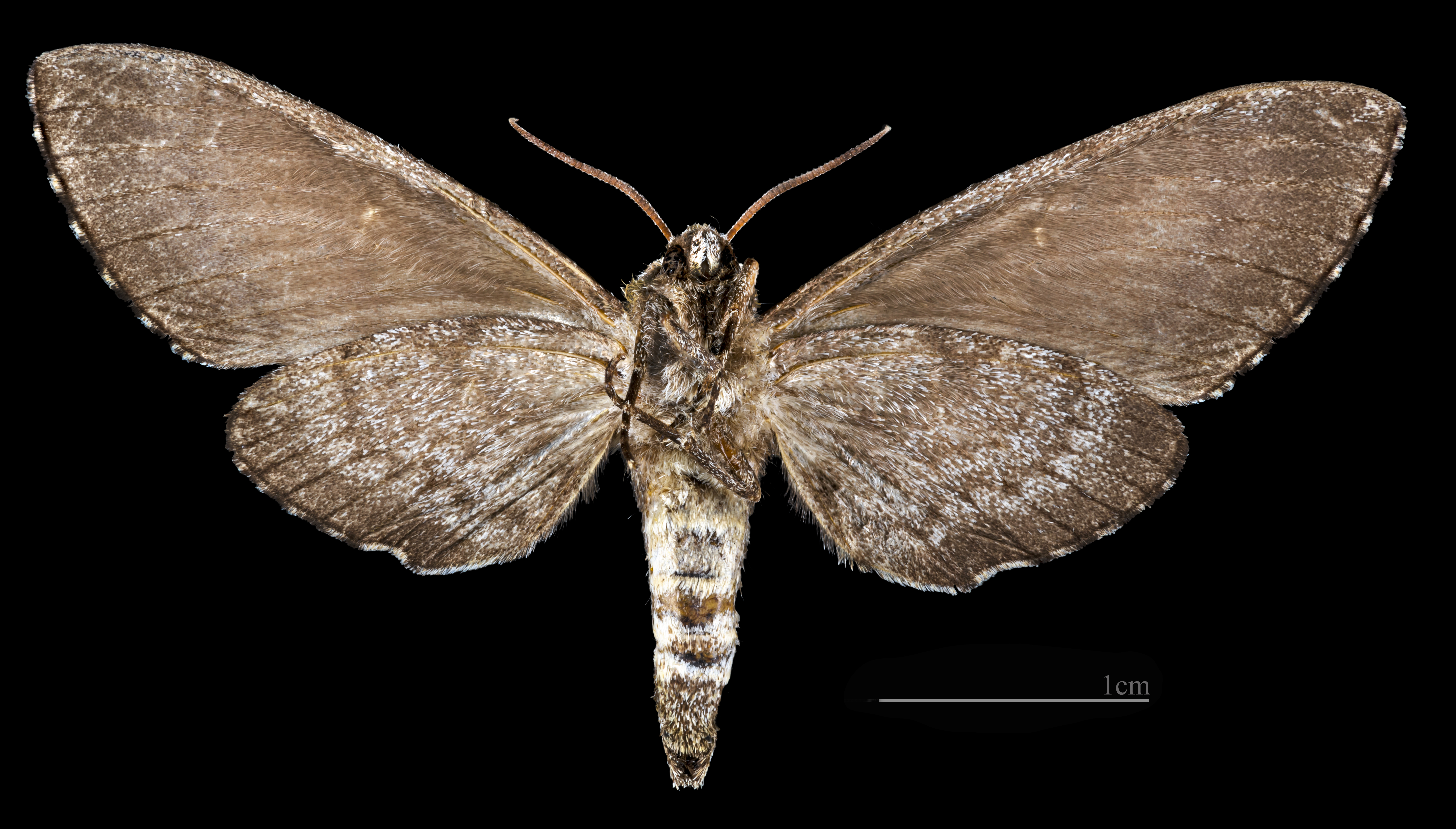
Dolbina exacta ♀ △

Cá thể trưởng thành mọc cánh từ giữa tháng 4 tới cuối tháng 8 ở Triều Tiên.
Ấu trùng được ghi nhận ăn các loài Fraxinus ở Trung Quốc, Fraxinus (bao gồm Fraxinus mandshurica) và Syringa amurensis ở Nga Viễn Đông, Fraxinus lanuginosa ở Nhật Bản và Ligustrum obtusifolium, Syringa reticulata và Fraxinus rhynchophylla ở Triều Tiên.